# Osbornoceros
Osbornoceros é um gênero extinto de artiodáctilos da família Antilocapridae.